# Mandlesmühle

Niederschlagsdiagramm von Mandlesmühle

Mandlesmühle ist ein Gemeindeteil des Marktes Pleinfeld im Landkreis Weißenburg-Gunzenhausen (Mittelfranken, Bayern). Mandlesmühle liegt in der Gemarkung Allmannsdorf.
Die durch die Anstauung des Großen Brombachsees aufgegebene Mühle wurde vom Freistaat Bayern aufgekauft und wird vom Wasserwirtschaftsamt Ansbach als Infozentrum „Seenland – Wasser für Franken“ genutzt. Die Mühle wurde als einzige im Brombachtal nicht abgebrochen. Der Ort ist Sitz der Seemeisterstelle.

## Lage
Die Einöde Mandlesmühle liegt nordwestlich von Pleinfeld umgeben von Wäldern unterhalb des Staudamms des Großen Brombachsees. Der Ort und das ehemalige Mühlengelände liegen am Mandlesweiher, eine vom Brombach gespeiste Weiherkette. Eine Straße verbindet den Ort mit der Kreisstraße WUG 18. Unweit befand sich die heute abgegangene Belzmühle. Das Gebiet nahe der Mandlesmühle ist im Rahmen der Sandachse Franken als bedeutender Lebensraum geschützt.

## Geschichte
1846 waren in Mandlesmühle ein Haus, eine Familie und neun Seelen verzeichnet. 1875 lebten die acht Einwohner Mandlesmühles in vier Gebäuden; sie besaßen insgesamt vier Pferde und sieben Stück Rindvieh. Vor der Gemeindegebietsreform in Bayern in den 1970er Jahren war Mandlesmühle ein Gemeindeteil von Allmannsdorf.
Der Name Mandlesmühle kommt aus dem Mittelhochdeutschen = Mantelach = Föhrenwald.
Chunrad Hoholt erhielt 1315 das Erblehen an der damals noch Mantlachsmul genannten Mühle vom Bischof von Eichstätt. 1339 erhielt Dytreich von Wildenstein (ebenfalls vom Bischof von Eichstätt) die Weyerstat unterhalb der "Mantlachsmül an der Promac" als Lehen.
Es ist aufgezeichnet, dass der Besitzer der Mühle im Jahre 1407 ein Fastnachtshuhn als Abgabe nach Eichstätt leistete. Im Jahre 1456 übernahm Heinrich Marsch die Mühle als Lehen. 1572 wurde die Mühle als alte Mandlesmühl bezeichnet (im Unterschied zur Belzmühle oder neuen Mandelmühle). Die Zahlungen des Zehnten der Manttleßmill (Bezeichnung in den historischen Dokumenten) ging 1601 an die Pfarrei Pleinfeld. Ab 1737 hatte das Kastenamt Sandsee die Fraisch über die Mandlesmühle inne. Bei der Gemeindebildung im Jahr 1824 ging die Mandlesmühle in den politischen Verwaltungsbereich der Gemeinde Allmannsdorf über. 1856 wurde Johann Zurwesten als Eigentümer der Mühle verzeichnet. Heinrich Christ erwarb die Mühle im Jahre 1909, anschließend wurde sie 1950 von dessen Sohn Georg Christ übernommen.

## Technik
Im Jahr 1856 wurde der technische Bestand wie folgt verzeichnet: Säg- und Mahlmühle mit 3 Mahlgängen, das Rad der Sägmühle lief unterschlächtig, das Rad der Mahlmühle oberschlächtig. Seit ca. 1915 wurde eine eigene Stromerzeugung mittels Dynamo betrieben. 1934 fand der Einbau einer Francis-Schachtturbine statt.

## Allgemeines
Grundbesitz etwa 54 ha, davon Ackerland 25 ha, Wald ca. 8 ha, Wiese ca. 12 ha Wasserfläche ca. 9 ha.

## Baudenkmäler
Das im 18. Jahrhundert errichtete Mühlengebäude (Mandlesmühle 9) wurde vom Bayerischen Landesamt für Denkmalpflege unter der Nummer D-5-77-161-74 als Baudenkmal in die Bayerische Denkmalliste eingetragen. Ebenfalls denkmalgeschützt ist ein Nebengebäude der Mühle sowie eine kleine Wegkapelle des 18. Jahrhunderts am nördlichen Ortsrand mit der Denkmalnummer D-5-77-161-75.